# Cash Flow at Risk
A Cash Flow at Risk vagy CFaR a vállalati kockázatkezelés egy fontos eszköze. A CFaR definíciója szerint: normális körülmények között, adott szignifikanciaszinten, adott idő horizonton/ időpontra vett minimális szükséges pénzáramlás.
Míg a banki gyakorlatban első sorban a Value at Risk (VaR) terjedt el, amely egy könnyen értelmezhető, de nem koherens kockázati mérték, addig a vállalati gyakorlatban a jövőbeli várható pénzáromokon alapuló CFaR terjedt el, mivel:
- vállalatoknak időigényesebb forrást gyűjteniük, mint a bankoknak. Ha a vállalat nem kap hitelt, nem fizet szállítóinak, körbetartozás alakul ki. A vállalatok számára a likviditási problémák jelentős kockázattal és költséggel járhatnak, ezért ők a CFaR mértékre koncentrálnak
- továbbá a bankok likviditási szempontból rugalmasabbak, mint a vállalatok, a bankközi piacon könnyen szerezhetnek forrásokat, de a mérlegételek gyors átárazódása miatt számukra a portfóliók piaci értékváltozása és kockázata, a VaR mérőszám a fontosabb.[2]

## Enterprise Risk Management
Miller-Modigliani világban: Ha tökéletes a piac, nincsenek adók és tranzakciós költségek, információs aszimmetria, illetve nincsenek a pénzügyi nehézségeknek költségei, a vállalati kockázatkezelés nem teremt értéket, mert a befektetők maguk is ugyanolyan költség mellett ki tudják alakítani a számukra optimális kockázati szintet. Továbbá a likviditás kezelés sem teremt értéket, mivel a vállalat mindig képes lesz finanszírozási forrást találni pozitív NPV-jü projektekre. Azonban a valóságban ezek a megkötések nem léteznek, így kell kockázatot és likviditást kezelni.
Enterprise Risk Management vagy ERM az a tudományág, amelynek során bármely ágazatban működő szervezet méri, ellenőrzi, kiaknázza, finanszírozza és monitoringolja különböző forrásokból származó kockázatát, azzal a céllal, hogy a vállalat értékét, egyben a vállalatban érintettek (hitelezők, részvényesek, dolgozók stb.) vagyonát rövid és hosszú távon is növelje. Nem minimalizálni akarja a vállalat kockázati kitettségét, hanem optimalizálni és hozzáigazítani a kockázati étvágyhoz.

### Kockázatkezelés folyamata
1. Kockázatok és kockázati faktorok azonosítása, csoportosítása, elemzése, előrejelzése
2. Kockázati kitettség mérése a vállalat működésére (Pénzáramokra, Eredményre, Vállalat értékére)
3. Elfogadott kockázati kitettség meghatározása
4. Magas kitettséget hordozó faktorok azonosítása
5. Fedezeti stratégia kialakítása
6. Fedezeti stratégia végrehajtása
7. Monitoring, ellenőrzés, módosítás

## CFaR számítása[1]
A kockáztatott cash flow kiszámításához először a pénzügyi tervbe vett jövőbeli várható pénzáramlásokat alkotóelemeire kell bontani. A cash flow-t meghatározó tényezők, azaz kockázati faktorok, az értékesítés folyamán felmerülő árbevételeken, az eladott áruk beszerzési értékén (ELÁBÉ), a deviza árfolyamokon, a marketing- és adminisztrációs költségeken, az adóköltségeken és a pénzügyi kiadásokon alapulnak. A folyamatosan változó dinamikus kockázati környezet miatt a historikus adatokat alig lehet használni, ezért ezen kockázati tényezők alakulását sztochasztikus folyamatok segítségével modellezni kell úgy, hogy figyelembe vesszük a köztük lévő korrelációt is.
A korreláció modellezése történhet variancia - kovariancia módszerrel felhasználva a Cholesky dekompozíciót. Azonban pontosabb képet kapunk a komplex korrelációs kapcsolatokról amennyiben kopulákkal modellezünk. 
A korrelált kockázati faktorokra Markov-lánc Monte Carlo (MCMC) szimulációt végzünk, amely valószínűségi eloszlás létrehozására szolgál. A kapott eloszlás adott percentilisét kivonva a cég által tervezett pénzáramlásból tudjuk megállapítani a vállalat kockáztatott pénzáramlását.
Tekintsünk egy egyszerű és rövid példát Wiedemann, Hager és Roehlr alapján:
Tegyük fel, hogy egy vállalat vízforralókat gyárt. A vállalat pénzáramaira ható tényezők: az arany, az ezüst, a réz, az alumínium árfolyam alakulása, valamint az EURUSD és az USDYEN árfolyam alakulása. Ezen kockázati faktorokat sztochasztikusan modellezzük és Monte Carlo szimuláció segítségével generálunk 10 000 trajektóriát. Így tudunk 10 000 lehetséges havi jövőbeli becsült pénzáramlást számolni, melyekből pedig 10 000 éves pénzáramlást tudunk számolni. Így kapunk egy eloszlást, amelynek vesszük a 95%-os szignifikancia szinthez tartozó percentilisét és így megkapjuk a vállalat minimális pénzáramlását (12,3 millió EUR), amelyet ha levonunk a tervezett értékből (14 millió EUR), akkor megkapjuk a vállalat kockáztatott pénzáramlás.
|  |  |
|  |  |

## CFaR előnyei, kritikája, fejlesztési lehetőségei

### Előnyei
- CFaR likviditáskezelésen túl segít az optimális tőkeszerkezet kialakításában, fedezeti ügyletek és biztosítási lehetőségek hatásának értékelésében. Mivel a cash flow kimutatás összekapcsolja a vállalat működési, beruházási és finanszírozási pénzáramlásait, ezért CFaR a stratégiai beruházási és finanszírozási döntésekben is segít.
- A CFaR elemzés egyrészt feltárja a vállalatnál keletkező potenciális likviditási hiányt, amelyet kellő időben felvett hitelfelvétellel lehet kezelni.
- A CFaR elemzés másik nagy előnye, hogy feltárja, ha túl sok a képződő pénzáramlás, ami egyébként azt a veszélyt rejtené magában, hogy a managereknek, túl nagy szabadsága lenne az új beruházások indításánál.

### Kritikája
- A VaR-hoz hasonlóan a CFaR sem koherens kockázati mérték, mivel sérül a szubadditivitás axiómája. Ahogy a VaR használata helyett a várható alsóági kockázatot (Expected Shortfall) ajánlja számos szakértő, a CFaR esetében is inkább az Expected Cash Flow Shortfall adhat pontosabb képet a várható szükséges minimális pénzáramokról. Az ES és ECFS is adott α%-on túli veszteségek/cash flow-k várható értéke.[6][7]

|  |  |

### Fejlesztés lehetőségei
- EVT - Extrémérték elmélet alapján modellezett eloszlások beépítése segíthet pontosítani az eloszlást amiből a CFaR-t/ECFS-t becsüljük, azonban ez a megközelítés is statikus [1][8]
- Dinamizálhatjuk az extrémérték elmélet alapján kapott eloszlást ARCH-GARCH módszereket felhasználva.